# 穆列尔维耶霍
穆列尔维耶霍，是西班牙卡斯蒂利亚-莱昂索里亚省的一个市镇。总面积11平方公里，总人口75人（2023年），人口密度7人/平方公里。